# Leslie Reid
Leslie Reid (Vancouver, 2 de julio de 1956) es una jinete canadiense que compitió en la modalidad de doma. Ganó tres medallas en los Juegos Panamericanos, en los años 1991 y 2003.

## Palmarés internacional
| Juegos Panamericanos | Juegos Panamericanos            | Juegos Panamericanos | Juegos Panamericanos |
| Año                  | Lugar                           | Medalla              | Categoría            |
| -------------------- | ------------------------------- | -------------------- | -------------------- |
| 1991                 | La Habana (Cuba)                | Medalla de oro       | Por equipos          |
| 2003                 | Santo Domingo (Rep. Dominicana) | Medalla de oro       | Individual           |
| 2003                 | Santo Domingo (Rep. Dominicana) | Medalla de plata     | Por equipos          |